# Sveriges sjukvårdspolitik
Sveriges sjukvårdspolitik innefattar civil sjukvård, tandvård, och militär sjukvård. Sjukvårdspolitik bedrivs i Sveriges landsting och kommuner och inom Socialdepartementet.

## Historia
Den allmänna sjukvården, förutom kirurgin, i Sverige bedrevs fram till Vasatiden av munkar och nunnor. I Sverige liksom i övriga Europa upprättades så kallade Helgeandshus för offentlig sjukhusvård, vilket bekostades med allmosor och genom kyrkan. Sådana inrättningar innefattade som regel både sjuk- och fattigvård, för den som inte klarade sig själv. Vid reformationen lades den kristna sjukhusvården ner. Gustav Vasa lät i stället uppföra till exempel Danvikens hospital.
Första gången titeln "läkare" nämns på svenska är på 1500-talet. Dessa var som regel knutna till hovet eller verksamma bland borgarna i de större städerna. Bland de första sådana läkarna finns Benedictus Olai, Petrus Kirstenius, Johannes Chesnecopherus och Andreas Sparman, vilka som regel hade fått sin läkarutbildning utomlands. På 1600-talet fick medicin, som hade undervisats i vid  Uppsala universitet sedan starten, status som eget ämne. Det fick ett uppsving med Olof Rudbeck d.ä.s upptäckt av lymfkärlen, Nils Rosén von Rosenstein och Carl von Linné. Collegium medicum stiftades 1663 som tillsynsmyndighet över läkarkåren. Karl XI:s förmyndarregering gav kollegiet privilegium, och det kvarblev till 1968 med namnet Medicinalstyrelsen.
Kirurgerna, vilka utgjorde ett eget skrå, utbildades från 1571 vid Bardskärareämbetet (sedermera Kirurgiska societeten), efter kungligt privilegium. De användes också i krig och kunde skrivas ut som fältskärer.
Allmänheten ute på landsbygden och i städerna fick från 1600-talet läkarvård av statligt avlönade provinsialläkare, vilka tillsättes av Kungl. Maj:t, samt av extra provinsialläkare, avlönade av kommunerna. Förlossningsvård utfördes av jordegummor som likaså utgjorde ett eget skrå, med tillsyn av Collegium medicum och med regler stadgade i kyrkoordningen. Svensk utbildning av sjuksköterskor startade på 1850-talet.
Från 1863 organiseras den offentliga sjukvården av Sveriges landsting, finansierat med skattemedel. Landstingen övertog på 1940-talet folktandvården och årtiondet därefter barnmorskeverksamheten.
Vid sidan av den offentliga sjukvården fanns alltjämt privat praktiserande läkare. Under socialdemokraternas maktinnehav minskade andelen privata vårdinrättningar, vilket stundom kritiserades av den borgerliga oppositionen för att innebära en statlig monopolisering med minskad valfrihet, och socialdemokratisk kontroll av all sjukvård. Omkring 1987 började moderaterna förorda ett sjukförsäkringssystem av amerikansk, liberal modell, och krav infördes för fler privata vårdbolag. En privatiseringsvåg genomfördes av regeringen Reinfeldt.